# アジテーション・フリー
アジテーション・フリーは、ドイツのロック・バンド。1967年から1974年まで活動。バンド名は、辞書から無作為に選んだ単語「アジテーション」に、彼らの音楽スタイル「フリー」を足して付けられた。結成時のメンバーはミヒャエル・ギュンター（ベース）、ルッツ・ウルブリヒ（ギター）、ルッツ・クラーマー（ギター）、クリストファー・フランケ（ドラムス）の4人である。
サイケデリックでオリエンタルなロック・インプロヴィゼーションが特徴。同様のスタイルを用いたアモン・デュールIIがハードロック指向だったのと比べると、彼らの音楽はアンビエント・ミュージックの源流というべきものである。またクラウトロックにおける人材バンクの役割を果たし、1970年にはギタリストのアックス・ゲンリッヒをグル・グルに、1971年にはクリストファー・フランケをタンジェリン・ドリームに送り出している。解散後には、ミヒャエル・ヘーニッヒがクラウス・シュルツェの「Timewind」プロジェクトやタンジェリン・ドリームのツアーに参加し、発表はかなり後になったもののマニュエル・ゲッチングとの連名作品も発表している。
1972年にエジプト・ヨルダン・レバノン・キプロス・ギリシャを巡るツアーを行い、そのライブ音源を編集してファースト・アルバムをリリース。1974年に解散。1998年に再結成し、アルバムをリリースした。

## メンバー
- ミヒャエル・ギュンター (Michael Gunther) - ベース (1967年-1974年、1998年、2007年、2012年)
- ルッツ・ウルブリヒ (Lutz Ulbrich) - ギター (1967年-1974年、1998年、2007年、2012年)
- クリストファー・フランケ (Christopher Franke) - ドラム (1967年-1971年)
- ルッツ・クラーマー (Lutz Ludwig Kramer) - ギター (1967年-1970年)
- ミヒャエル・ドゥエ (Michael Duwe) - ボーカル (1967年)
- アックス・ゲンリッヒ (Axel Genrich) - ギター (1970年)
- ヨルグ・シュヴェンケ (Jörg Schwenke) - ギター (1970年-1973年)
- ブルクハルト・ロッシュ (Burghard Rausch) - ドラム (1971年-1974年、1998年、2007年、2012年)
- ミヒャエル・ヘーニッヒ (Michael Hoenig) - キーボード、エレクトロニクス (1971年-1974年、1998年、2007年、2012年)
- ステファン・ディーツ (Stefan Diez) - ギター (1973年)
- グスタフ・リュトヤン (Gustl Luetjens) - ギター (1973年-1974年、1998年、2007年、2012年)

## ディスコグラフィ

### アルバム
- 『マレシュ』 - Malesch (1972年)
- 『セカンド』 - 2nd (1973年)
- 『ラスト』 - Last (1976年) ※ライブ・アルバム。1974年録音
- 『フラグメンツ』 - Fragments (1995年) ※1974年録音
- 『ライヴ 1974』 - Live '74 At the Cliffs of River Rhine (1998年) ※ライブ・アルバム。1974年録音
- The Other Sides of Agitation Free (1999年) ※1974–1975年録音
- 『リヴァー・オヴ・リターン』 - River of Return (1999年)
- Shibuya Nights (2011年) ※ライブ・アルバム。2007年2月録音